# 马关镇 (嵊泗县)
马关镇，中国浙江省嵊泗县一个已经撤销的镇。面积9.54平方公里，总人口6396(1985年)。马关镇辖区内有岛屿88个，其中2个有人岛，分别为马迹岛、徐公岛。马关镇政府驻关獒村。2001年1月19日，与原菜园镇、金平乡、绿华乡合并为新的菜园镇。

## 辖区
马关镇辖中兴社区、劳动社区、关岙村、小关岙村、石柱村、马迹村、徐公村。

## 历史沿革
1934年，设立马关乡。1950年左右，马关乡辖关岙村、石柱村、马迹村、徐公村、高场湾。1953年，石柱村、高场湾划归基湖乡；徐公村单设徐公乡。1956年，徐公村、石柱村复归马关乡。1984年12月，改为马关镇。